# Reunificarea Coreei

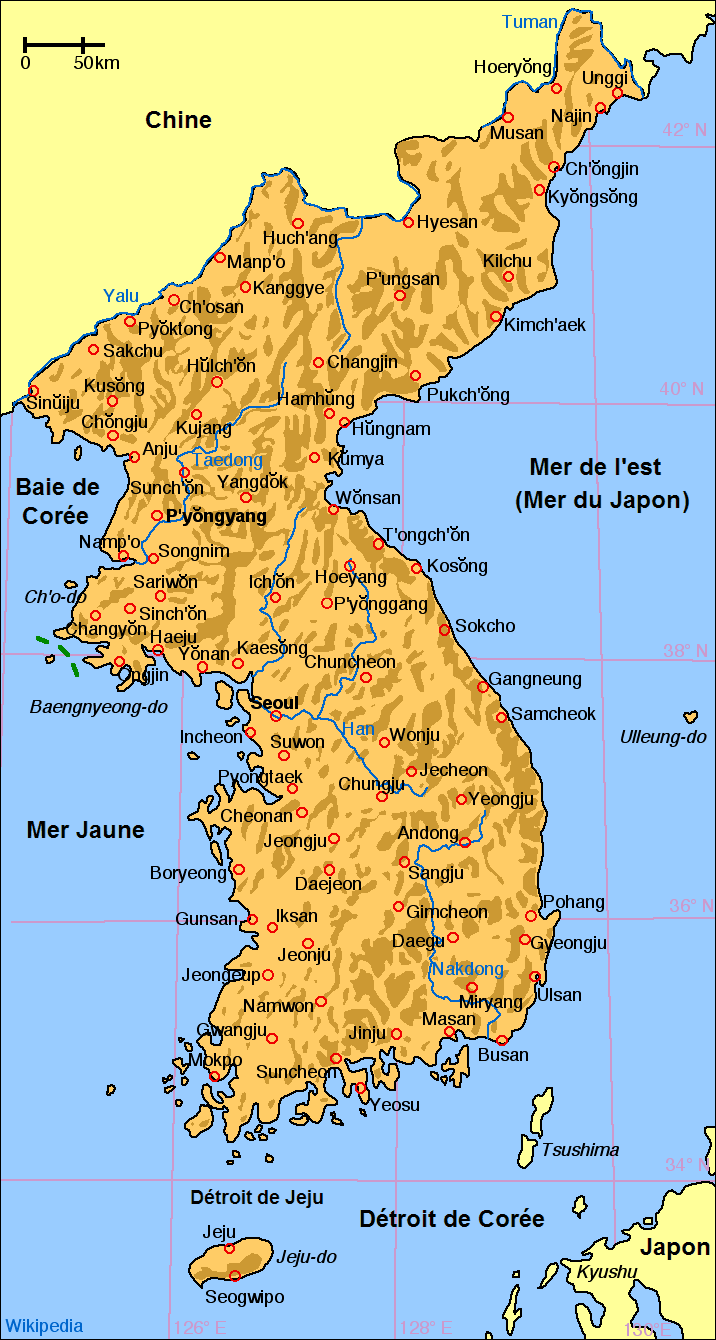
Harta Coreei

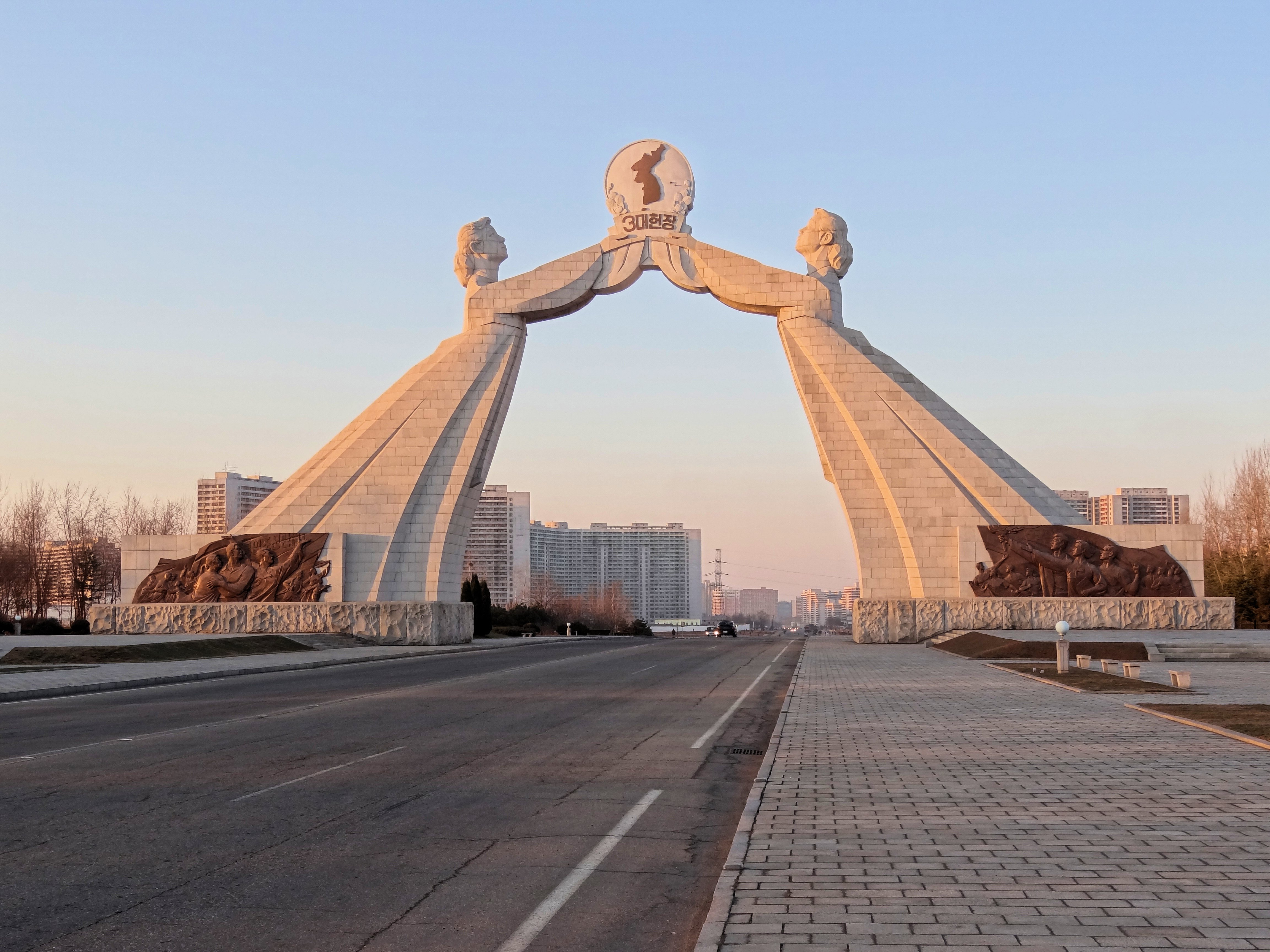
Arcul Reunificării din capitala Coreei de Nord, Phenian

Reunificarea Coreei se referă la potențiala viitoare reunificare a Republicii Populare Democrate Coreene (cunoscută mai mult drept Coreea de Nord) și a Republicii Coreea (cunoscută mai mult ca și Coreea de Sud) într-un singur stat. Procesul de unire a fost inițiat în luna iunie a anului 2000, când cele două țări au ajuns la un acord să colaboreze pentru a realiza o reunire pașnică în viitor. Totuși, acest proces întâmpină în permanență multe dificultăți din cauza tensiunilor continui dintre cele două state, care au devenit diferite politic și economic în ultimele șase decenii de separare. În urma reunificării Coreei, și zona demilitarizată coreeană ar urma să fie lichidată și integrată în stat.

## Divizarea
Divizarea actuală a Peninsulei Coreene este rezultatul deciziilor luate la sfârșitul celui de-Al Doilea Război Mondial. În 1910, Imperiul Japonez a anexat Coreea, aceasta fiind sub ocupație japoneză până la înfrângerea Japoniei în Al Doilea Război Mondial. Acordul pentru independența Coreei a fost semnat oficial pe 1 decembrie 1943 la Conferința de pace de la Cairo, între Statele Unite, China și Marea Britanie. În 1945 ONU a dezvoltat un plan de administrație tutelară a Coreei.
S-a ajuns la acordul de divizare a peninsulei în două zone de ocupație militară — partea de nord administrată de Uniunea Sovietică, iar partea de sud administrată de Statele Unite. La miezul nopții în 10 august 1945, doi locotenenți-colonei ai armatelor au ales paralela 38 drept linie de divizare. Trupele japoneze de la nord de această linie au fost nevoite să se predea Uniunii Sovietice, iar trupele la sud s-au predat Statelor Unite ale Americii. Acest lucru nu a fost destinat inițial pentru a rezulta o divizare de lungă durată, dar politica Războiului Rece a dus la instaurarea a două guverne separate în cele două zone în 1948 și creșterea tensiunilor care au împiedicat cooperarea. Aspirația multor coreeni pentru o unificare pașnică a fost curmată atunci când a izbucnit Războiul din Coreea în 1950. În iunie 1950, Coreea de Nord a început războiul prin invadarea Coreei de Sud, cu Mao Zedong încurajând confruntarea cu Statele Unite și Iosif Stalin sprijinind intens invazia. După trei ani de lupte care au implicat ambele Corei, China și forțele ONU conduse de SUA, războiul s-a încheiat printr-un armistițiu, aproximativ pe aceleași frontiere. Cele două țări nu au semnat niciodată un tratat de pace, ceea ce înseamnă că Coreea de Nord și Coreea de Sud sunt încă, oficial, în război.

## Situația actuală

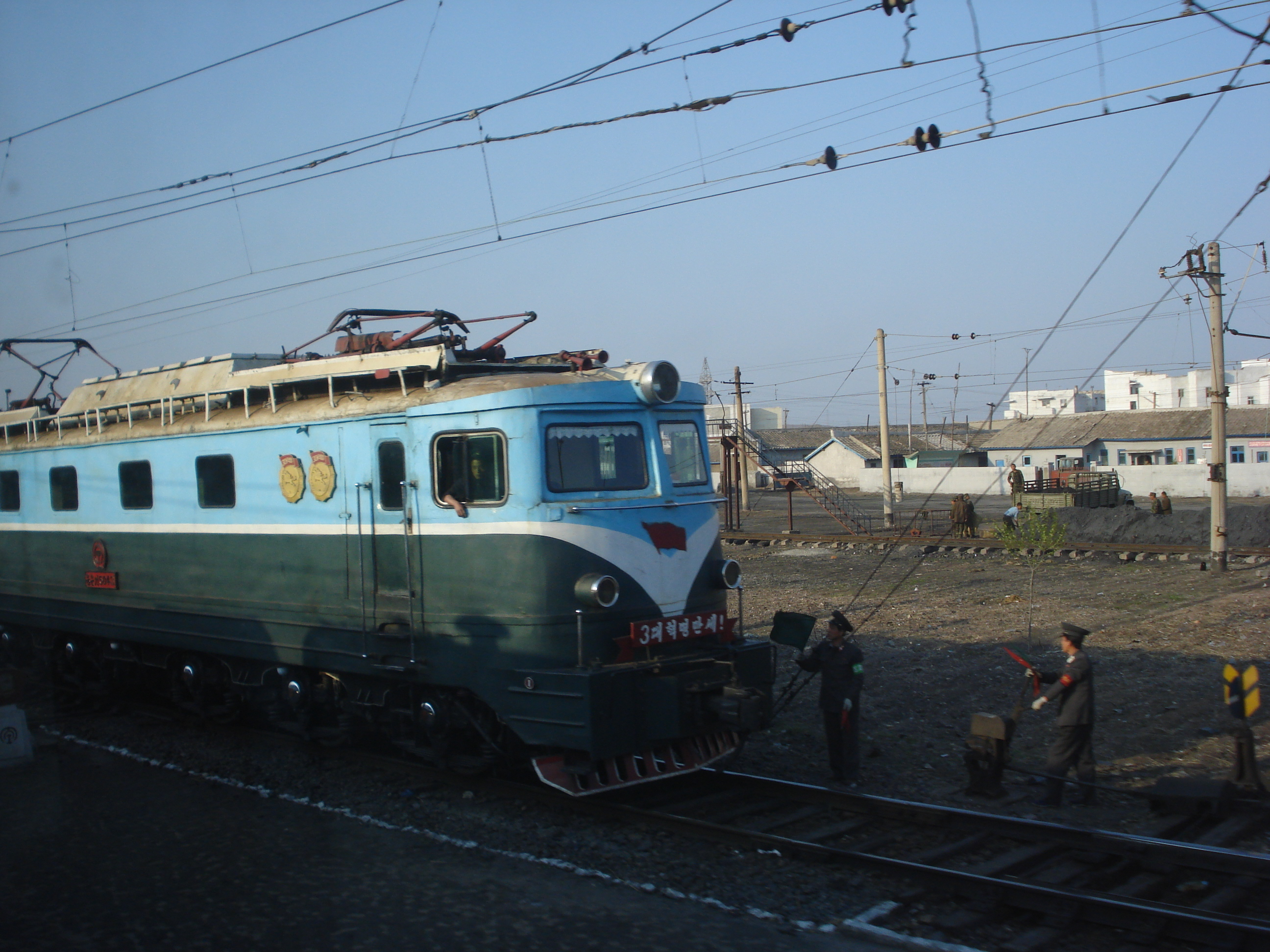
Un tren din Coreea de Nord

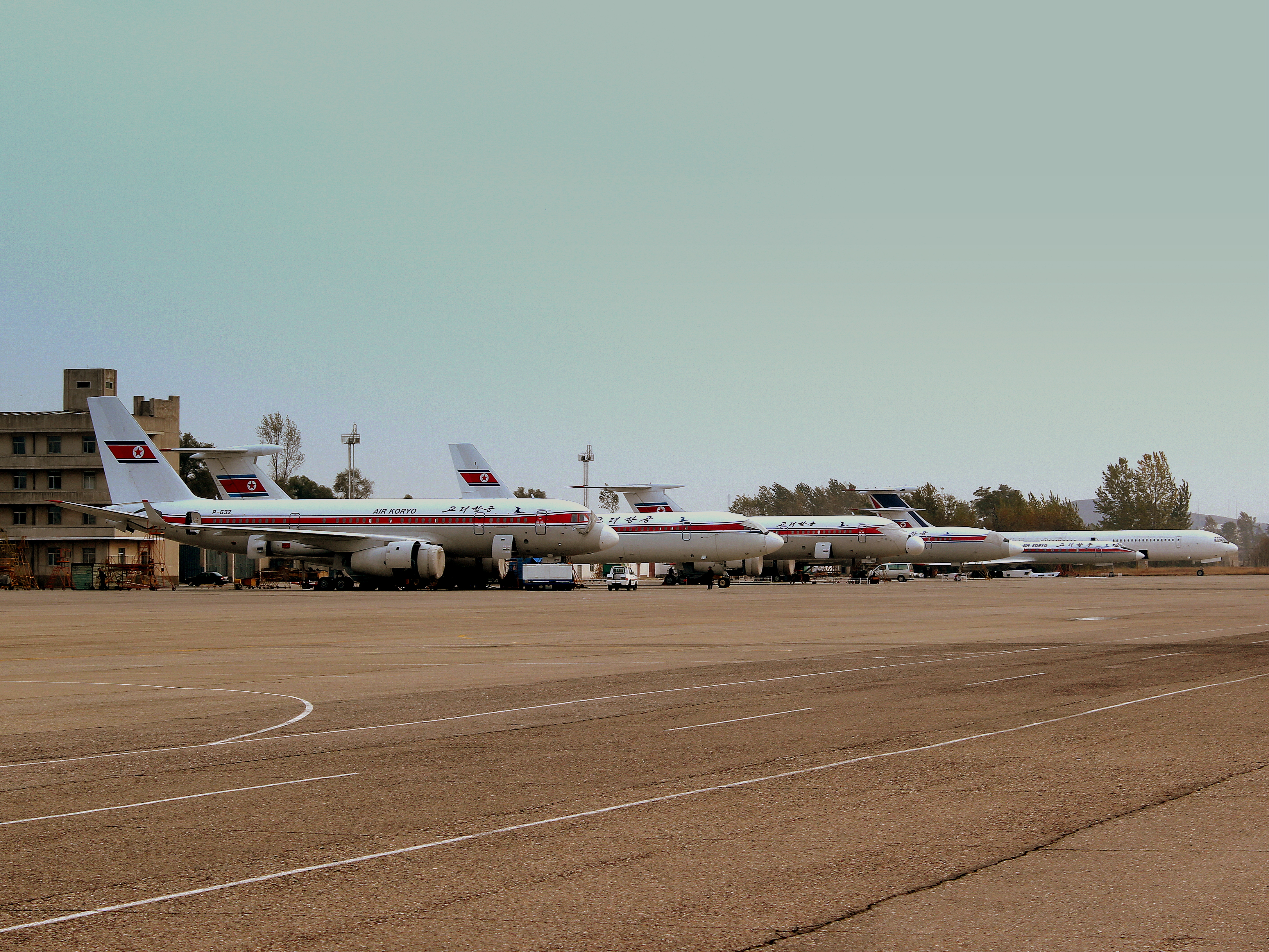
Avioane din Coreea de Nord (Air Koryo)

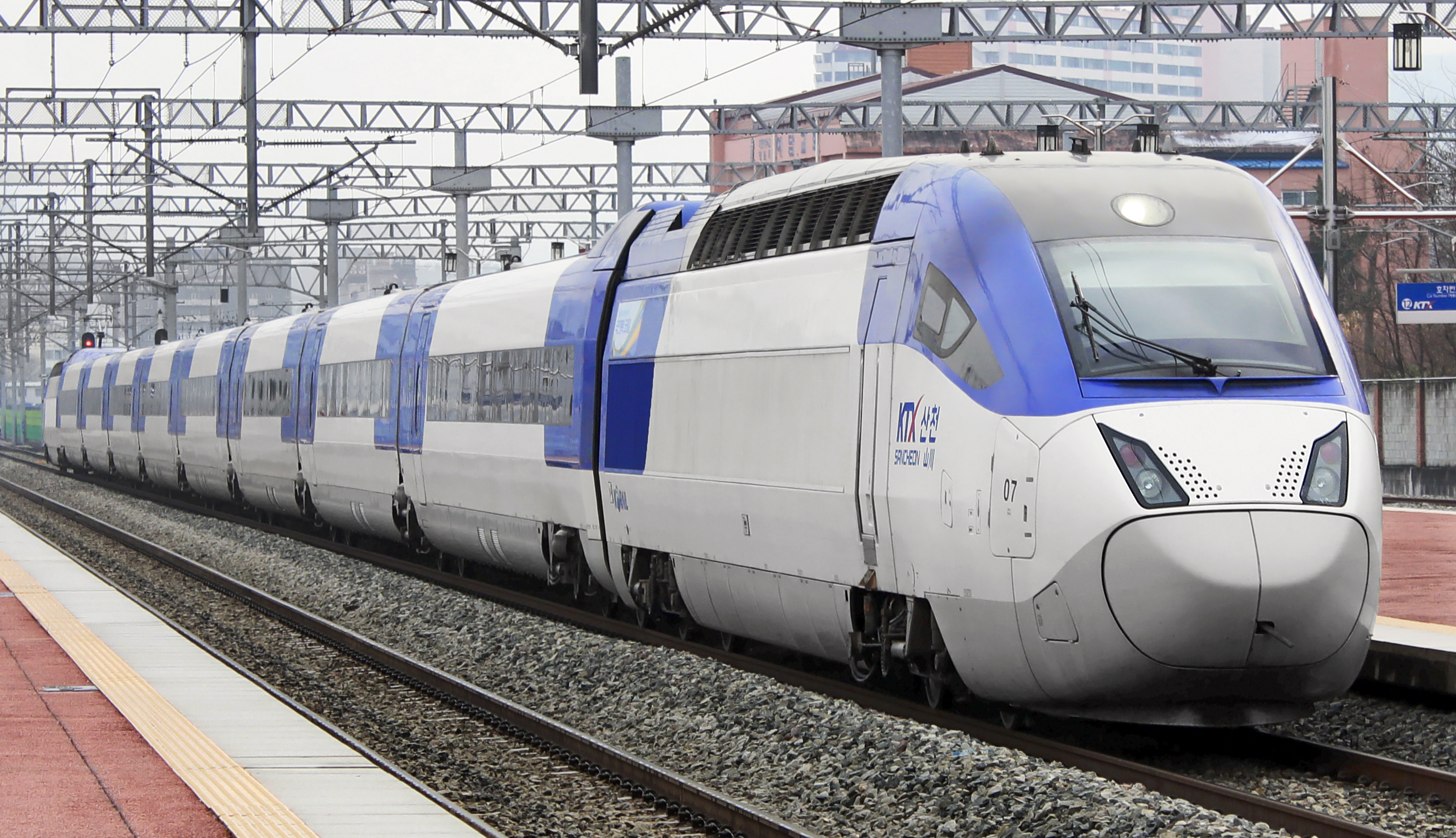
KTX-II, tren de mare viteză din Coreea de Sud

Eventuala integrare politică a Coreilor sub o conducere democratică a Sudului este considerată în general inevitabilă de SUA și Coreea de Sud. Totuși, natura unificării, de ex. prin colapsul Coreei de Nord sau integrarea graduală a Nordului și Sudului, rămâne un subiect de dezbateri politice intense și un conflict între părțile interesate, care include ambele Corei, China, Japonia, Rusia și Statele Unite.

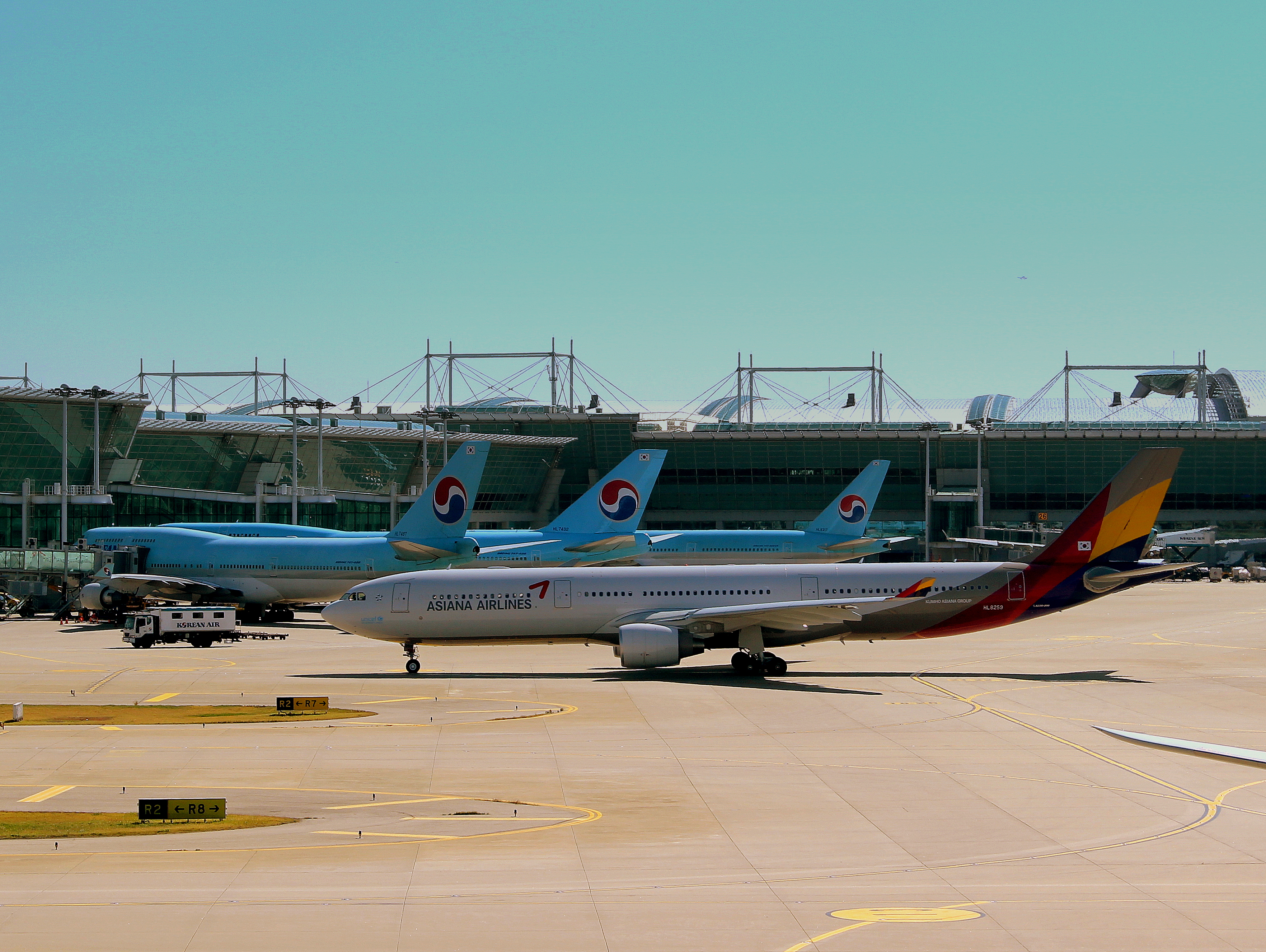
Avioane din Coreea de Sud: Korean Air și Asiana Airlines

Relațiile dintre cele două Corei au fost tensionate în ultimii ani, pe fundalul acțiunilor provocatoare întreprinse sub conducerea lui Kim Jong-il (cum ar fi scufundarea ROKS Cheonan și bombardamentul insulei Yeonpyeong) și fiul său, Kim Jong-un (cum ar fi lansarea de rachete Kwangmyŏngsŏng-3 în 2012 și 2013 în cadrul celui de-al treilea test nuclear al Coreei de Nord). Natura imprevizibilă a noului regim și secretomania generală din jurul conducerei din Coreea de Nord au dus la speculații asupra faptului dacă Jong-un va reforma sau păstra politicile predecesorilor săi. Accesiunea bruscă a lui Jong-un la putere și experiența sa limitată de guvernare, de asemenea, au creat temeri cu privire diferitele facțiuni care duc la instabilitatea viitorului în Peninsula Coreeană.
Reunificarea rămâne un scop pe termen lung al guvernărilor din cele două Corei. Liderul nord-coreean, Kim Jong-un, a făcut un apel în 2012 în discursul de Anul Nou, pentru a „elimina confruntarea” dintre cele două țări și a implementa prevederile acordului de la Summitul Intercoreean pentru a spori cooperarea economică și politică a țărilor. Ministrul Unificării al Coreei de Sud a dublat eforturile în 2011 și 2012 de sensibilizare a problemei, lansând un variety show (Miracle Audition) și un sitcom pe Internet cu tematică pro-unificare. De asemenea, ministerul deja promova aceasta prin curriculum-ul școlar din școlile primare, cum ar fi un manual emis de guvern cu privire la Coreea de Nord intitulat „Suntem aceeași” și proiecte cu artele tematice referitoare la reunificare.
Sprijinul pentru reunificare printre generațiile tinere din Coreea de Sud este fost văzut de unii ca o ezitare, cu procentul de persoane din sondaje publice, care susțineau reunirea scăzând esențial de la mai mult de optzeci la sută în anii 1990 până la 56%. 41 de procente drintre coreenii cu vârsta de douăzeci de ani și doar 20% din totalul tinerilor sunt de acord cu ideea reunirii. Mulți cred că generațiile tinere nu mai împărtășesc această idee fiind îngrijorați de subdezvoltarea Coreei de Nord în raport cu „miracolul” dezvoltării economice⁠(en)[traduceți] al Coreei de Sud dar și costurile ridicate care ar costa reunificarea (estimate la circa 1 trilion de dolari).

## Perspectivă
O Coree unificată ar putea avea o implicare sporită în balanța puterilor din regiune, Coreea de Sud deja fiind considerată de mulți o putere regională.
Reunificarea ar da acces la forța de muncă ieftină și resursele naturale abundente în nord, care, combinate cu tehnologia și capitalul existent în sud, ar crea un potențial mare de creștere economică și militară. Conform unui studiu din 2009 realizat de Goldman Sachs, o Coreea unificată ar putea avea o economie mai puternică decât cea a Japoniei deja către 2050. O eventuală armată a Coreei unificate ar avea cel mai mare număr de rezerviști,ci și unul din cele mai mari contingente de hackeri militari.